# Wilhelmshavener HV

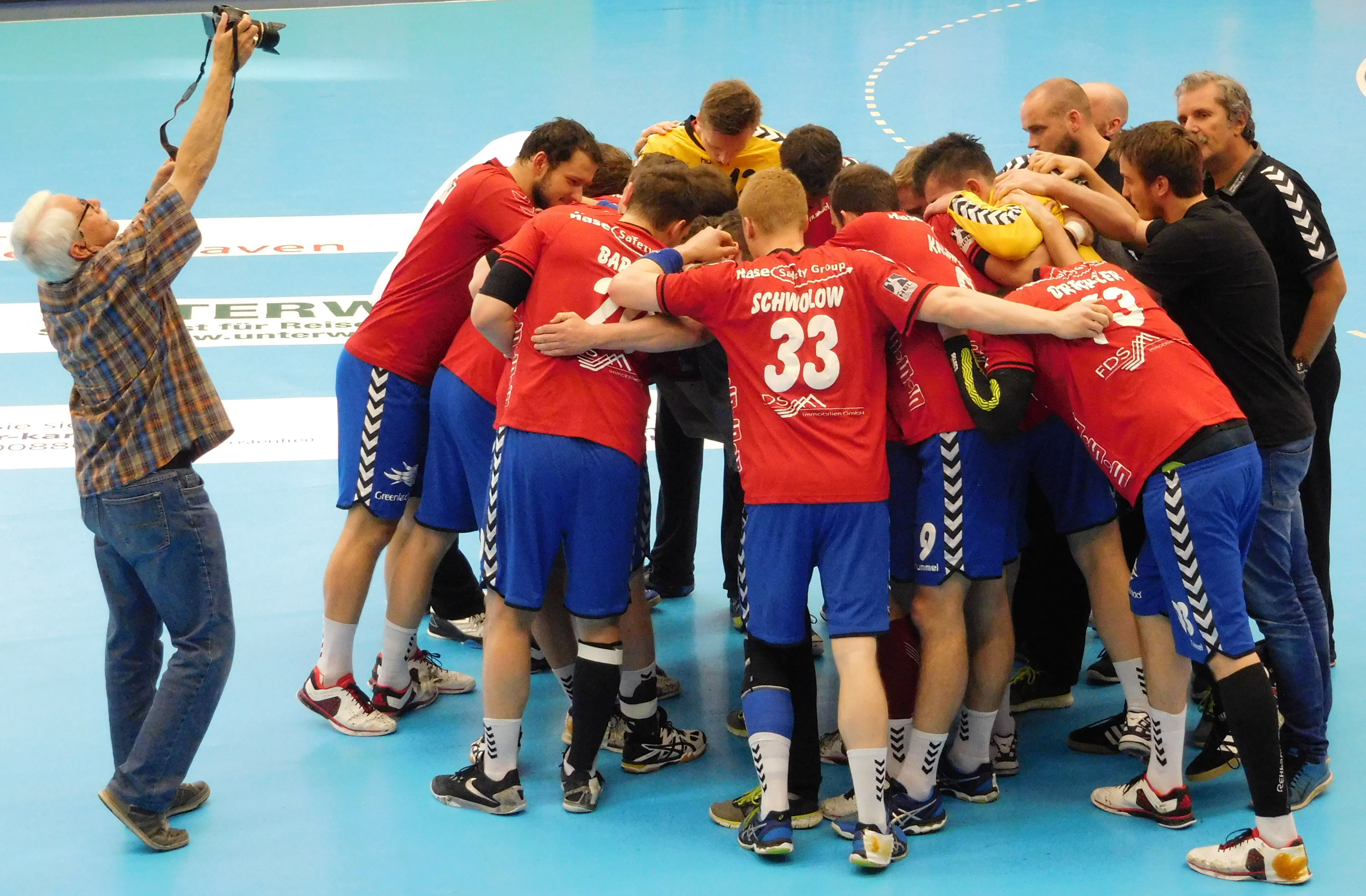
Wilhelmshavener HV, 2016.

Wilhelmshavener HV är en handbollsklubb från Wilhelmshaven i nordvästra Tyskland, bildad 1995. Från 2002 till 2008 spelade klubben i Bundesliga, Tysklands högsta handbollsdivision.

## Spelare i urval
- Johannes Bitter (2002–2003)
- Oliver Köhrmann (1997–2008, 2013–2016)
- Roman Pungartnik (2002–2003)
- Aleksandr Tutjkin (2005–2006)